# IBF Backalirarna
IBF Backalirarna, svensk innebandyklubb. Föreningen bildades i mars 1997 som en kvartersförening i stadsdelen Kirseberg i Malmö.
IBF Backalirarna gick säsongen 2008/2009 upp i den nya föreningen Malmö FBC.
På ungdomssidan hade föreningen stora framgångar. Ett flertal distriktsmästerskap vanns och i februari 2005 vann de 13-åriga tjejerna SM-silver i sin åldersklass.
Vid den Skånska idrottsgalan 2003 blev IBF Backalirarna nominerade och uttagna till final i klassen "Skånes bästa barn- och ungdomsverksamhet".
IBF Backalirarna hade sin hemmaplan och sitt kansli i Kirseberg sporthall, som man även ansvarade för driften åt Kirsebergs stadsdelsförvaltning.